# Stanley Baldwin
Stanley Baldwin, 1:e earl Baldwin av Bewdley, född 3 augusti 1867 i Bewdley, Worcestershire, död 14 december 1947 i Stourport-on-Severn, Worcestershire, var en brittisk konservativ politiker som var Storbritanniens premiärminister i tre omgångar: 1923-1924, 1924-1929 och 1935-1937.

## Uppväxt
Baldwin föddes i Bewdley i Worcestershire som son till Alfred Baldwin och Louisa Baldwin (född MacDonald). På sin mors sida var han kusin med Rudyard Kipling. Den unge Baldwin utbildade sig vid Harrow och Trinity College, Cambridge där han tog examen i historia. Han ägnade sig sedan åt familjens järnföretag. 12 september 1896 gifte han sig med Lucy Ridsdale (1869–1945). De fick sex barn.
I valet 1906 kandiderade han i valkretsen Kidderminster men blev inte invald i vad som var ett mycket dåligt val för de konservativa. 1908 efterträdde han sin framlidne far som parlamentsledamot för Bewdley. Under första världskriget blev han Parliamentary Private Secretary åt den konservative partiledaren Andrew Bonar Law och 1917 utnämndes han till en biträdande ministerpost som finanssekreterare (Financial Secretary to the Treasury). På denna post försökte han uppmuntra rika att frivilligt donera pengar för att betala av på Storbritanniens krigsskuld och skrev till The Times under pseudonymen 'FST'. 1921 befordrades han till kabinettet som handelsminister (President of the Board of Trade).
Under slutet av 1922 växte missnöjet inom det konservativa partiet med den liberale ledaren David Lloyd Georges koalitionsregering, som partiet då ingick i. Vid ett möte för konservativa parlamentsledamöter på Carlton Club i oktober förklarade Baldwin att han inte längre tänkte stödja koalitionen och fördömde Lloyd George för att han var en "dynamisk kraft" som orsakade förstörelse i politiken. På mötet beslöt man att lämna koalitionen trots att större delen av partiledningen motsatte sig detta. I den konservativa regering som Bonar Law sedan bildade blev Baldwin finansminister. I november hölls parlamentsval och de konservativa uppnådde egen majoritet. 

## Första perioden som premiärminister
När Bonar Law i maj 1923 fick reda på att han var döende i cancer avgick han omedelbart. Eftersom många ledande konservativa politiker inte ingick i regeringen fanns bara två kandidater till att efterträda honom som premiärminister: utrikesministern Lord Curzon och Stanley Baldwin. Formellt hade kung Georg V avgörandet, med ministrar och tjänstemän som rådgivare. Det är inte helt klart vilka de viktigaste anledningarna var till att valet föll på Baldwin, men många ansåg att Curzon var olämplig som premiärminister eftersom han var medlem av överhuset (även om detta inte alltid vid senare tillfällen anförts som hinder för att bli premiärminister), saknade erfarenhet av inrikespolitik, hade en personlig karaktär som många hade svårt för och kom från en aristokratisk bakgrund vid en tid då de konservativa försökte komma ifrån bilden av att vara ett överklassparti. Kungen utnämnde Baldwin till premiärminister. I början fortsatte han också att inneha finansministerposten, medan han försökte förmå den förre liberale finansministern Reginald McKenna att gå med i regeringen, men när detta misslyckades utsåg han Neville Chamberlain.
De konservativa hade en klar majoritet i underhuset och hade konstitutionell möjlighet att fortsätta regera i fyra år till innan de behövde utlysa ett nytt parlamentsval, men Baldwin kände sig förpliktigad av ett löfte som Bonar Law givit vid det föregående valet att det inte skulle införas skyddstullar innan ett nytt val hållits. Landet var drabbat av arbetslöshet på grund av billiga importvaror och Baldwin beslöt att utlysa val i december 1923 för att få mandat att införa protektionistiska tullar. Fastän han på detta sätt lyckades återförena sitt splittrade parti gav valet inget övertygande resultat. De konservativa fick 258 mandat, Labour 191 och liberalerna 159. De konservativa hade alltså en relativ majoritet, men hade blivit besegrade i den huvudsakliga valfrågan om arbetslösheten. Liberalerna och Labour, som båda var frihandelsinriktade partier, hade tillsammans en majoritet. Baldwin satt kvar som premiärminister till parlamentsöppnandet i januari 1924, då regeringen förlorade en förtroendeomröstning och han avgick omedelbart.

## Åter vid makten
Under de närmaste tio månaderna satt Labour vid makten i en minoritetsregering med liberalernas stöd, men denna regering föll snart och ett nytt val hölls i oktober 1924. Valet resulterade i en stor majoritet för de konservativa, framförallt på bekostnad av liberalerna som tappade mark på grund av försvagad organisation och begränsade finanser. Baldwin blev premiärminister igen och satt kvar vid makten till 1929. Under denna period inföll generalstrejken 1926, en kris som regeringen lyckades kämpa sig igenom, trots den förödelse som drabbade landet. 1931 gick Baldwin och det konservativa partiet med i en koalition med Labour-ledaren och premiärministern Ramsay MacDonald, den ”nationella regeringen”. MacDonalds beslut gjorde att han blev utesluten ur sitt eget parti, och Baldwin, som lordpresident (Lord President of the Council) blev de facto premiärminister istället för den alltmer demente MacDonald under de närmaste fyra åren, innan han åter blev premiärminister formellt 1935. Under denna hans tredje period som premiärminister från 1935 till 1937 blev hans utrikespolitik ofta kritiserad, och han ställdes också inför problemet med kung Edvard VIII:s abdikation. När denna kris överkommits och den nye kungen Georg VI krönts drog han sig tillbaka från politiken och adlades som viscount Corvedale och earl Baldwin av Bewdley. Baldwin dog 14 december 1947 i Astley Hall.